# 嵯峨周平
嵯峨 周平（さが しゅうへい、1957年4月12日 - ）は、京都府出身の俳優。身長185cm。体重74kg。血液型はA型。出海企画所属。かつては東京俳優生活協同組合に所属していた。

## 出演

### 映画
- 父よ母よ!（1980年）
- 危ない話（1989年） - 旅芸人（兄） 役
- 特捜ロボ ジャンパーソン 母よ、永遠（とわ）に! 愛と炎の電脳手術室（1993年） - ビル・影山 役
- 殺人者 KILLER OF PARAISO（1999年） - 靖夫 役
- 菊次郎の夏（1999年） - 旅の途中で出会う人達 役
- 女侠 夜叉の舞い（2000年） - 村田才次 役
- BROTHER（2001年）
- FAMILY（2001年） - 黄 役
- Dolls（2002年） - 運転手 役
- それでもボクはやってない（2007年）
- 大決戦!超ウルトラ8兄弟（2008年） - 邪心王 黒い影法師 役
- アキレスと亀（2008年）
- アニと僕の夫婦喧嘩（2009年）

### テレビドラマ
- 鬼平犯科帳 第4シリーズ
- 京都マル秘指令 ザ新選組
- 金曜日の妻たちへ
- 月曜ミステリー劇場 税理士 楠銀平の事件帳簿
- 混浴露天風呂連続殺人（自称カメラマン ほか）
- 新マチベン 〜オトナの出番〜
- 忠臣蔵 風の巻・雲の巻
- 同時殺人トリック! 軽井沢〜東京スターダスト殺人物語
- どうぶつ通り夢ランド（只野八五郎）
- 灰色の記念碑
- 松本清張作家活動40年記念・たづたづし
- 松本清張スペシャル・捜査圏外の条件（谷川刑事）
- 松本清張の異変街道（留造）
- 名探偵・金田一耕助シリーズ（お化け屋敷の男、高見沢康雄、河村清吉、遊佐三郎、野沢刑事、木村刑事）
- メタルヒーローシリーズ
  - 特捜エクシードラフト（デビット秋葉）
  - ブルースワット（ケン石神）
- 森の石松 すし食いねェ! ご存じ暴れん坊一代

### 舞台
- アフリカの叔父さん
- 決定版 十一ぴきのネコ（1989年）
- 煙が目にしみる
- 小林一茶
- 水曜日の風景
- 誰かが誰かを愛してる
- 調理場
- ファンレター